# Ligue mondiale pour la réforme sexuelle

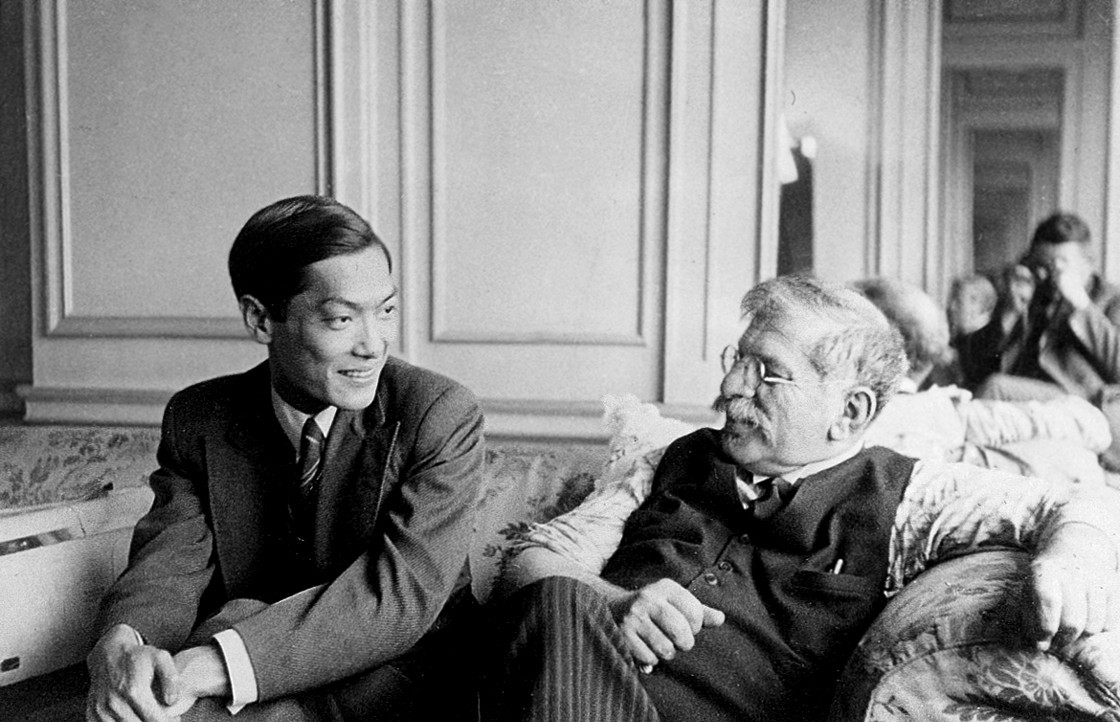
Magnus Hirschfeld à la conférence de la ligue mondiale pour la réforme sexuelle en 1932, avec Tao Li et au fond le Dr E. Elkan.

La Ligue mondiale pour la réforme sexuelle est une ligue pour coordonner les connaissances à propos de l'amélioration de la fonction sexuelle. En 1921 Magnus Hirschfeld organise le premier congrès pour la réforme sexuelle, qui amène à la formation de la ligue. Ralf Dose a écrit une vue d'ensemble de la ligue.
Des congrès ont eu lieu à Copenhague (1928), Londres (1929), Vienne (1930), et Brno (1932).
Les conférenciers aux congrès incluent Magnus Hirschfeld, Norman Haire, Vera Brittain, Dora Russell, Charles Vickery Drysdale (de la Ligue Malthusiaine (en)), Stella Browne, Ernst Gräfenberg, Marie Stopes, M. D. Eder (un psychiatre pionnier), Laurence Housman, George Ives, Eden Paul, Felix Abraham (qui, avec le docteur Levy-Lenz, a effectué la première opération de réassignation sexuelle en 1931 à l'Institut für Sexualwissenschaft de Hirschfeld, à Berlin), Bernard Shaw, Bertrand Russell, Ethel Mannin, Harry Benjamin, Peter Schmidt, William J. Robinson (un croisé de la contraception aux États-Unis) et Jack Flügel, un psychologue freudien qui assiste Norman Haire et Dora Russell dans l'organisation du congrès, et dirigent le Parti de la réforme des hommes en robe (anglais : Men's Dress Reform Party).
Bien qu'il n'ait pas été conférencier, Albert Einstein était en contact avec le congrès.
En Espagne, Hildegart Rodríguez Carballeira est secrétaire de la ligue espagnoles pour la réforme sexuelle, fondé par Gregorio Marañón.

## Œuvres
- (en) Hertha Pataky Riese, Jonathan Høegh Leunbach et World League for Sexual Reform, Sexual reform congress : Copenhagen 1.-5. : VII : 1928, Copenhague ; Leipzig, Levin & Munksgaard ; G. Thieme, 1929 (OCLC 909842399)